# Секундомір

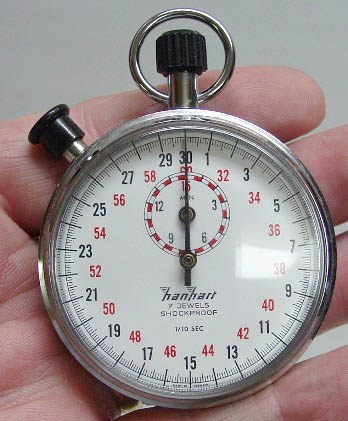

Секундомі́р — годинниковий пристрій, за допомогою якого можливо відрахувати час з точністю до секунд, а залежно від того, на скільки цей прилад є технічно розвиненим, з точністю до мілісекунд. Секундоміри часто використовують під час змагань з фізичної культури, визначаючи час за який особа виконала ті чи інші вправи.
Найбільш розповсюджені методики вимірів у спорті: а) секундометрія, б)динамометрія, в) ергометрія, г) СПІДо- і тахометрія, д) акселерометрія, е) пульсометрія, ж) електроміографія, з) відео, і)гоніометрія, к) вимір метрики, л) хемометрія.
Основні частини секундоміра — годинниковий механізм і кнопково-важільний механізм керування стрілками, який запускає їх, зупиняє або скидає на нуль.